# Парк (втрачена)
 Заповідне урочище «Парк» (втрачена) — об'єкт природно-заповідного фонду, що був оголошений рішенням Сумського Облвиконкому № 138 19.08.1991 року на землях колгоспу «Зоря» (квартал 2). Адміністративне розташування — Середино-Будський район, Сумська область.

## Характеристика
Площа — 19,9 га.
Об'єкт на момент створення був унікальними багатолітніми насадженнями сосни.
Вся інформація про створення об'єкту взята із текстів зазначених у статті рішень обласної ради, що надані Державним управлянням екології та природних ресурсів Сумської області Всеукраїнській громадській організації «Національний екологічний центр України»..

## Скасування
Станом на 1.01.2016 року об'єкт не міститься в офіційних переліках територій та об'єктів природно-заповідного фонду, оприлюднених на Єдиному державному вебпорталі відкритих даних http://data.gov.ua/. Проте ні в Міністерстві екології та природних ресурсів України, ні у Департаменті екології та природних ресурсів Сумської обласної державної адміністрації відсутня інформація про те, коли і яким саме рішенням було скасовано даний об'єкт природно-заповідного фонду. Таким чином, причина та дата скасування на сьогодні не відома.